# 11•11•11
11•11•11 è un album dal vivo del gruppo musicale statunitense MGMT, pubblicato nel 2022 ma registrato nel 2011.

## Tracce
1. Introduction – 2:28
2. Invocation – 3:11
3. Whistling Through the Graveyard – 2:59
4. Forest Elf – 2:33
5. Tell It to Me Like It Is – 9:12
6. I Am Not Your Home – 5:16
7. Unfriend – 5:11
8. Who's Counting – 4:01
9. Interlude – 0:26
10. Whistling Past the Graveyard – 0:30
11. Under the Porch – 6:38